# Qalandariyya
Qalandariyya (tyrkisk: Kalenderîlik) var en heterodoks shiitisk orden som var udbredt omkring områderne der strækker sig i mellem Anatolien-Syrien og Khorasan-Indien fra 1200-tallet og frem til 1600-tallet.